# Andrew Webster (football)
Pour les articles homonymes, voir Andrew Webster.
Andrew Neil Webster (né le 23 avril 1982 à Dundee) est un footballeur écossais.

## Biographie
En 2006, Andrew Webster quitte le club écossais de Hearts of Midlothian en rompant son contrat de manière unilatérale pour aller s'engager quelques semaines plus tard chez les Anglais de Wigan. Après une longue bataille juridique, le Tribunal arbitral du sport lui a donné raison dans un arrêt du 30 janvier 2008, au risque d'ébranler en partie le système habituel des indemnités de transfert. Webster et Wigan, son nouveau club, ont seulement été condamnés par le Tas à payer solidairement 200 000 euros à Hearts, soit le solde des salaires dus au joueur à la date de résiliation du contrat. Depuis cet événement, l'arrêt permettant aux joueurs de casser leur contrat dans certaines conditions, porte donc son nom. 
Après un transfert aux Rangers, marqué par un manque de confiance de la part de son entraîneur qui le cantonne à l'équipe réserve, Webster est prêté à Bristol City et, surtout à Dundee United, où il réalise une saison 2009-2010 pleine. Finalement, le 3 février 2011, il retourne dans son club de jeunesse, le Heart of Midlothian, où il signe un contrat de deux ans et demi.

## Palmarès
- Vainqueur de la Coupe d'Écosse : 2006, 2012 (Heart of Midlothian) et 2010 (Dundee United).

### Personnel
- Membre de l'équipe-type de Scottish Premier League en 2010